# 努爾梅斯

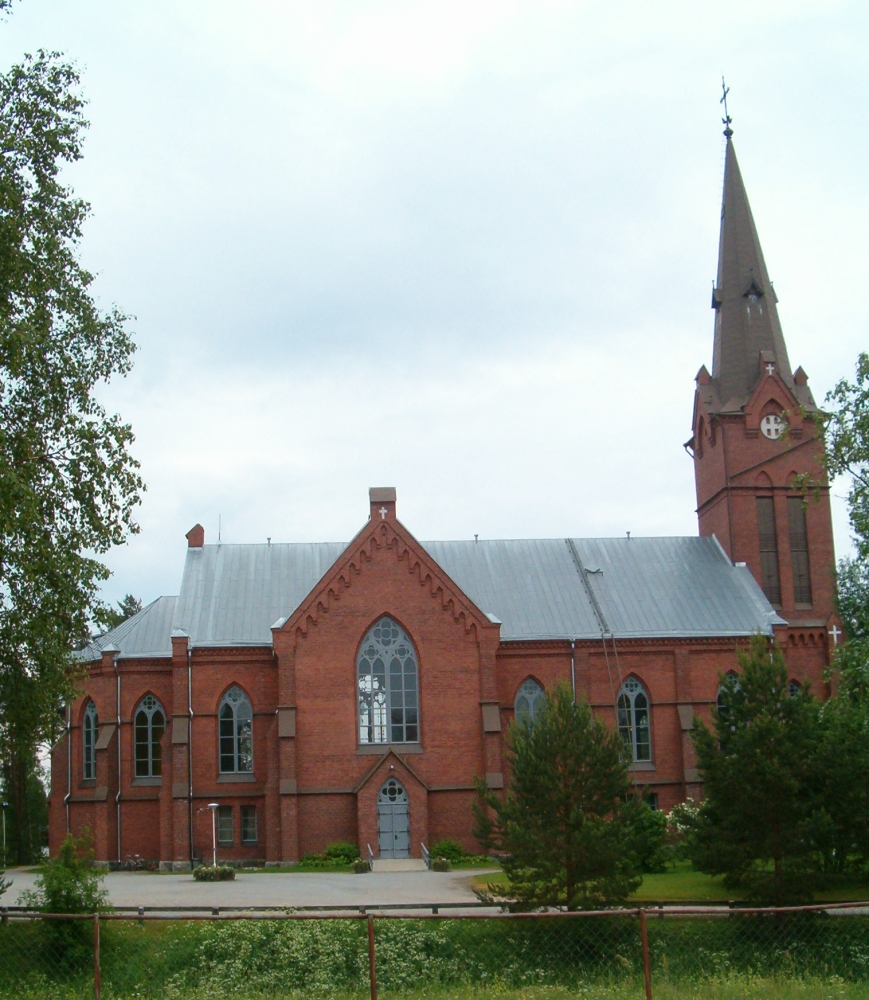
努爾梅斯教堂

努爾梅斯（芬蘭語：Nurmes）是芬蘭的市鎮，位於該國東部北卡累利阿區内，面積1,854.79平方公里，2012年人口8,358，其中約99%居民的母語是芬蘭語。
2020年初时瓦爾蒂莫市镇合并至努爾梅斯。

## 外部連結
- 努爾梅斯市官方网站 （页面存档备份，存于） （文） （英文）